# Jacques Béreau
 (mai 2016).
Si vous disposez d'ouvrages ou d'articles de référence ou si vous connaissez des sites web de qualité traitant du thème abordé ici, merci de compléter l'article en donnant les références utiles à sa vérifiabilité et en les liant à la section « Notes et références ».
Jacques Béreau (vers 1535-vers 1565), sieur de La Revetison, est un poète français.

## Biographie
Jacques Béreau est né vers 1535 en Bas-Poitou. Il est le fils de Pierre Béreau et de Marguerite Le Tourneur. Il est aussi le cousin germain de l'historien Lancelot Voisin de La Popelinière (vers 1540-1608). Il épouse vers 1555 Claude Dabillon, fille d'Octavien Dabillon, notaire du comté des Olonnes, et de Françoise de Bourdigalle de Beauregard, d'où une fille prénommée Françoise.
On sait peu de choses sur sa vie. Après des études de droit à Poitiers (il y est "licencié es loix"), il travaille quelques années à Paris puis il revient dans sa terre natale peu de temps avant le début des guerres de Religion. Il y devient juge sénéchal de La Touche-Amblard, près de Puybelliard et de Chantonnay, à partir de 1562.
Il fait paraître sa seule œuvre, ses Églogues et autres œuvres poétiques, en 1565 chez Bertrand Noscereau à Poitiers. Il s'agit de sa dernière preuve de vie.

## Œuvre
- Jacques Béreau, Églogues et autres œuvres poétiques, Poitiers, Bertrand Noscereau, 1565 (réédition critique de l’œuvre par Michel Gautier, Paris et Genève, Droz, 1976).